# Albert Jud
Albert Jud (ur. 24 stycznia 1912) – szwajcarski lekkoatleta specjalizujący się w biegach sprinterskich.
Pierwszy występ Szwajcara na arenie międzynarodowej miał miejsce w 1934 roku podczas I Mistrzostw Europy w Turynie. Wziął udział w dwóch konkurencjach. Na dystansie 100 metrów zajął drugie miejsce w swoim biegu eliminacyjnym i z czasem 10,8 sekundy awansował do półfinału. W półfinale z nieznanym czasem zajął piąte miejsce i odpadł z dalszej rywalizacji. Na dystansie 200 metrów odpadł w fazie eliminacyjnej – z czasem 22,2 sekundy zajął czwarte miejsce w swoim biegu.
Jud reprezentował Konfederację Szwajcarską podczas XI Letnich Igrzyskach Olimpijskich w 1936 roku w Berlinie, gdzie wystartował w dwóch konkurencjach. W biegu na 400 metrów z czasem 49,4 sekundy zajął w swoim biegu eliminacyjnym czwarte miejsce, co oznaczało dla Szwajcara koniec udziału w zawodach. Do awansu do półfinału zabrakło mu 0,3 sekundy. W sztafecie 4 × 100 metrów Jud biegł na pierwszej zmianie. W fazie eliminacyjnej Szwajcarzy zajęli czwarte miejsce w swoim biegu eliminacyjnym z czasem 42,2, czym odpadli z dalszej rywalizacji.

## Rekordy życiowe
- bieg na 100 metrów – 10,5 (1933)
- bieg na 400 metrów – 48,6 (1939)